# Liste der Lieder von Thirty Seconds to Mars

Bandlogo

Dies ist eine Liste der Lieder der aus Los Angeles stammenden Alternative-Rock-Band Thirty Seconds to Mars.
| Titel                                                       | Jahr | Album                                              | Musik & Text                                                                       | Version                  |
| ----------------------------------------------------------- | ---- | -------------------------------------------------- | ---------------------------------------------------------------------------------- | ------------------------ |
| 100 Suns                                                    | 2009 | This Is War                                        | Jared Leto                                                                         |                          |
| 7:1                                                         | 2023 | It’s The End Of The World But It’s A Beautiful Day |                                                                                    |                          |
| 93 Million Miles (30 Seconds To Mars)                       | 2002 | 30 Seconds to Mars                                 | Jared Leto                                                                         |                          |
| A Beautiful Lie                                             | 2005 | A Beautiful Lie                                    | Jared Leto                                                                         |                          |
| A Modern Myth                                               | 2005 | A Beautiful Lie                                    | Jared Leto                                                                         |                          |
| Alibi                                                       | 2009 | This Is War                                        | Jared Leto                                                                         |                          |
| Anarchy in Tokyo                                            | 2002 | 30 Seconds to Mars (Japan Edition)                 | Jared Leto, Shannon Leto                                                           | Bonus-Track              |
| Attack                                                      | 2005 | A Beautiful Lie                                    | Jared Leto                                                                         |                          |
| Avalanche                                                   | 2023 | It’s The End Of The World But It’s A Beautiful Day | Jared Leto                                                                         |                          |
| Bad Romance (30 Seconds To Mars)                            | 2010 | This Is War (Deluxe Edition)                       | Stefani Germanotta, Nadir Khayat                                                   | Cover; Bonus-Track       |
| Battle of One                                               | 2005 | A Beautiful Lie                                    | Jared Leto, Shannon Leto, Matt Wachter, Tomo Miličević                             |                          |
| Birth                                                       | 2013 | Love Lust Faith + Dreams                           |                                                                                    |                          |
| Bright Lights                                               | 2013 | Love Lust Faith + Dreams                           | Jared Leto                                                                         |                          |
| Buddha for Mary (30 Seconds To Mars)                        | 2002 | 30 Seconds to Mars                                 | Jared Leto                                                                         |                          |
| Capricorn (A Brand New Name) (30 Seconds To Mars)           | 2002 | 30 Seconds to Mars                                 | Jared Leto                                                                         |                          |
| City of Angels                                              | 2013 | Love Lust Faith + Dreams                           | Jared Leto                                                                         |                          |
| Closer to the Edge                                          | 2009 | This Is War                                        | Jared Leto                                                                         |                          |
| Conquistador                                                | 2013 | Love Lust Faith + Dreams                           | Jared Leto                                                                         |                          |
| Convergence                                                 | 2013 | Love Lust Faith + Dreams                           | Shannon Leto                                                                       |                          |
| Dangerous Night                                             | 2018 | America                                            | Jared Leto, Stephen Aiello                                                         |                          |
| Dawn Will Rise                                              | 2018 | America                                            | Jared Leto                                                                         |                          |
| Depuis le début                                             | 2013 | Love Lust Faith + Dreams                           | Jared Leto                                                                         |                          |
| Do Or Die                                                   | 2013 | Love Lust Faith + Dreams                           | Jared Leto                                                                         |                          |
| Do Or Die (Remix) (Afrojack vs. Thirty Seconds To Mars)     | 2014 | Forget The World [Limited Deluxe Edition]          | Jared Leto, Nick van de Wall                                                       |                          |
| Echelon (30 Seconds To Mars)                                | 2002 | 30 Seconds to Mars                                 | Jared Leto                                                                         |                          |
| Edge of the Earth (30 Seconds To Mars)                      | 2002 | 30 Seconds to Mars                                 | Jared Leto                                                                         |                          |
| End Of All Days                                             | 2013 | Love Lust Faith + Dreams                           | Jared Leto                                                                         |                          |
| End of the Beginning (30 Seconds To Mars)                   | 2002 | 30 Seconds to Mars                                 | Jared Leto                                                                         |                          |
| Escape                                                      | 2009 | This Is War                                        | Jared Leto                                                                         |                          |
| Fallen (30 Seconds To Mars)                                 | 2002 | 30 Seconds to Mars                                 | Jared Leto                                                                         |                          |
| From Yesterday                                              | 2005 | A Beautiful Lie                                    | Jared Leto, Shannon Leto, Matt Wachter, Tomo Miličević                             |                          |
| Get Up Kid                                                  | 2023 | It’s The End Of The World But It’s A Beautiful Day |                                                                                    |                          |
| Great Wide Open                                             | 2018 | America                                            | Jared Leto                                                                         |                          |
| Hail To The Victor                                          | 2018 | America                                            | Jared Leto, Nils Rondhuis, Jim Taihuttu, Stephen Aiello, Thomas van der Bruggen    |                          |
| Hunter                                                      | 2005 | A Beautiful Lie                                    | Björk                                                                              | Cover                    |
| Hurricane                                                   | 2009 | This Is War                                        | Jared Leto                                                                         |                          |
| Hurricane 2.0 (Thirty Seconds To Mars feat. Kanye West)     | 2010 | This Is War (Deluxe Edition)                       | Jared Leto, Kanye West                                                             | Bonus-Track              |
| Kings and Queens                                            | 2009 | This Is War                                        | Jared Leto                                                                         |                          |
| L490                                                        | 2009 | This Is War                                        | Shannon Leto                                                                       | Instrumental             |
| Life Is Beautiful                                           | 2023 | It’s The End Of The World But It’s A Beautiful Day |                                                                                    |                          |
| Live Like A Dream                                           | 2018 | America                                            | Jared Leto                                                                         |                          |
| Lost These Days                                             | 2023 | It’s The End Of The World But It’s A Beautiful Day |                                                                                    |                          |
| Love Is Madness (Thirty Seconds To Mars feat. Halsey)       | 2018 | America                                            | Jared Leto, Ashley Nicolette Frangipane                                            |                          |
| Love These Days                                             | 2023 | It’s The End Of The World But It’s A Beautiful Day |                                                                                    |                          |
| Message in a Bottle                                         | 2007 | AOL Sessions Undercover                            | Sting                                                                              | Cover                    |
| Midnight Prayer                                             | 2023 | It’s The End Of The World But It’s A Beautiful Day |                                                                                    |                          |
| Monolith                                                    | 2018 | America                                            | Jared Leto                                                                         |                          |
| Never Not Love You                                          | 2023 | It’s The End Of The World But It’s A Beautiful Day |                                                                                    |                          |
| Night of the Hunter                                         | 2009 | This Is War                                        | Jared Leto                                                                         |                          |
| Northern Lights                                             | 2013 | Love Lust Faith + Dreams                           | Jared Leto                                                                         |                          |
| Oblivion (30 Seconds To Mars)                               | 2002 | 30 Seconds to Mars                                 | Jared Leto                                                                         |                          |
| Occam’s Razor                                               | 2002 |                                                    | Jared Leto                                                                         | Demo                     |
| One Track Mind (Thirty Seconds To Mars feat. A$AP Rocky)    | 2018 | America                                            | Jared Leto, Rakim Mayers, Daniel Omelio                                            |                          |
| Phase 1: Fortification                                      | 2002 | Capricorn (A Brand New Name)                       | Jared Leto                                                                         | Non Album Track          |
| Praying For A Riot                                          | 2005 | A Beautiful Lie [Deluxe Edition]                   |                                                                                    |                          |
| Pyres Of Varanasi                                           | 2013 | Love Lust Faith + Dreams                           | Jared Leto                                                                         |                          |
| R-Evolve                                                    | 2005 | A Beautiful Lie                                    | Jared Leto                                                                         |                          |
| Radio Liners                                                | 2013 | Up In The Air [Promo] Single Digital               |                                                                                    |                          |
| Remedy                                                      | 2018 | America                                            | Jared Leto, Stephen Aiello                                                         |                          |
| Rescue Me                                                   | 2018 | America                                            | Jared Leto, Graham A. Muron                                                        |                          |
| Revolution                                                  | 2002 |                                                    | Jared Leto                                                                         | Demo                     |
| Rider                                                       | 2018 | America                                            | Jared Leto                                                                         |                          |
| Santa Through the Back Door                                 | 2006 | Kevin & Bean's Super Christmas                     | Jared Leto                                                                         |                          |
| Savior                                                      | 2005 | A Beautiful Lie                                    | Jared Leto, Shannon Leto, Matt Wachter, Tomo Miličević                             |                          |
| Search and Destroy                                          | 2009 | This Is War                                        | Jared Leto                                                                         |                          |
| Seasons                                                     | 2023 | It’s The End Of The World But It’s A Beautiful Day |                                                                                    |                          |
| Stay                                                        | 2013 |                                                    | Rihanna, Mikky Ekko, Justin Parker                                                 | Cover                    |
| Stranger in a Strange Land                                  | 2009 | This Is War                                        | Jared Leto                                                                         |                          |
| Stronger                                                    | 2010 | This Is War (Deluxe Edition)                       | Kanye West, Thomas Bangalter, Guy-Manuel de Homem-Christo, Edwin Birdsong          | Cover; Bonus-Track       |
| Stuck                                                       | 2023 | It’s The End Of The World But It’s A Beautiful Day |                                                                                    |                          |
| The Fantasy                                                 | 2005 | A Beautiful Lie                                    | Jared Leto                                                                         |                          |
| The Kill                                                    | 2008 | A Beautiful Lie (Brasilien Edition)                | Jared Leto, Pitty                                                                  | Feat. Pitty; Bonus-Track |
| The Kill (Bury Me)                                          | 2005 | A Beautiful Lie                                    | Jared Leto                                                                         |                          |
| The Kill (Rebirth)                                          | 2007 | A Beautiful Lie [Deluxe Edition]                   |                                                                                    |                          |
| The Mission (30 Seconds To Mars)                            | 2002 | 30 Seconds to Mars                                 | Jared Leto                                                                         |                          |
| The Race                                                    | 2013 | Love Lust Faith + Dreams                           | Jared Leto                                                                         |                          |
| The Story                                                   | 2005 | A Beautiful Lie                                    | Jared Leto                                                                         |                          |
| This Is War                                                 | 2009 | This Is War                                        | Jared Leto                                                                         |                          |
| Time to Wake Up                                             | 2007 | A Beautiful Lie                                    | Jared Leto                                                                         | Instrumental             |
| Up In The Air                                               | 2013 | Love Lust Faith + Dreams                           | Jared Leto                                                                         |                          |
| Valhalla                                                    | 2002 |                                                    | Jared Leto                                                                         | Demo                     |
| Vox Populi                                                  | 2009 | This Is War                                        | Jared Leto                                                                         |                          |
| Walk on Water                                               | 2017 | America                                            | Jared Leto, Shannon Leto                                                           |                          |
| Was It a Dream?                                             | 2005 | A Beautiful Lie                                    | Jared Leto                                                                         |                          |
| Welcome to the Universe (30 Seconds To Mars)                | 2002 | 30 Seconds to Mars                                 | Jared Leto                                                                         |                          |
| Where the Streets Have No Name (30 Seconds To Mars)         | 2011 | MTV Unplugged: 30 Seconds to Mars                  | U2                                                                                 | Cover                    |
| World On Fire                                               | 2023 | It’s The End Of The World But It’s A Beautiful Day |                                                                                    |                          |
| Wouldn't Change A Thing (Illenium & Thirty Seconds To Mars) | 2021 | MegaHits 2022 – Die Erste (Various Artists)        | Tom Douglas, Jared Leto, Shannon Letom Matt Schulz, Ido Zmishlany, Nicholas Miller |                          |
| Year Zero (30 Seconds To Mars)                              | 2002 | 30 Seconds to Mars                                 | Jared Leto, Shannon Leto                                                           |                          |